# Sluitring (bouwkundig onderdeel)

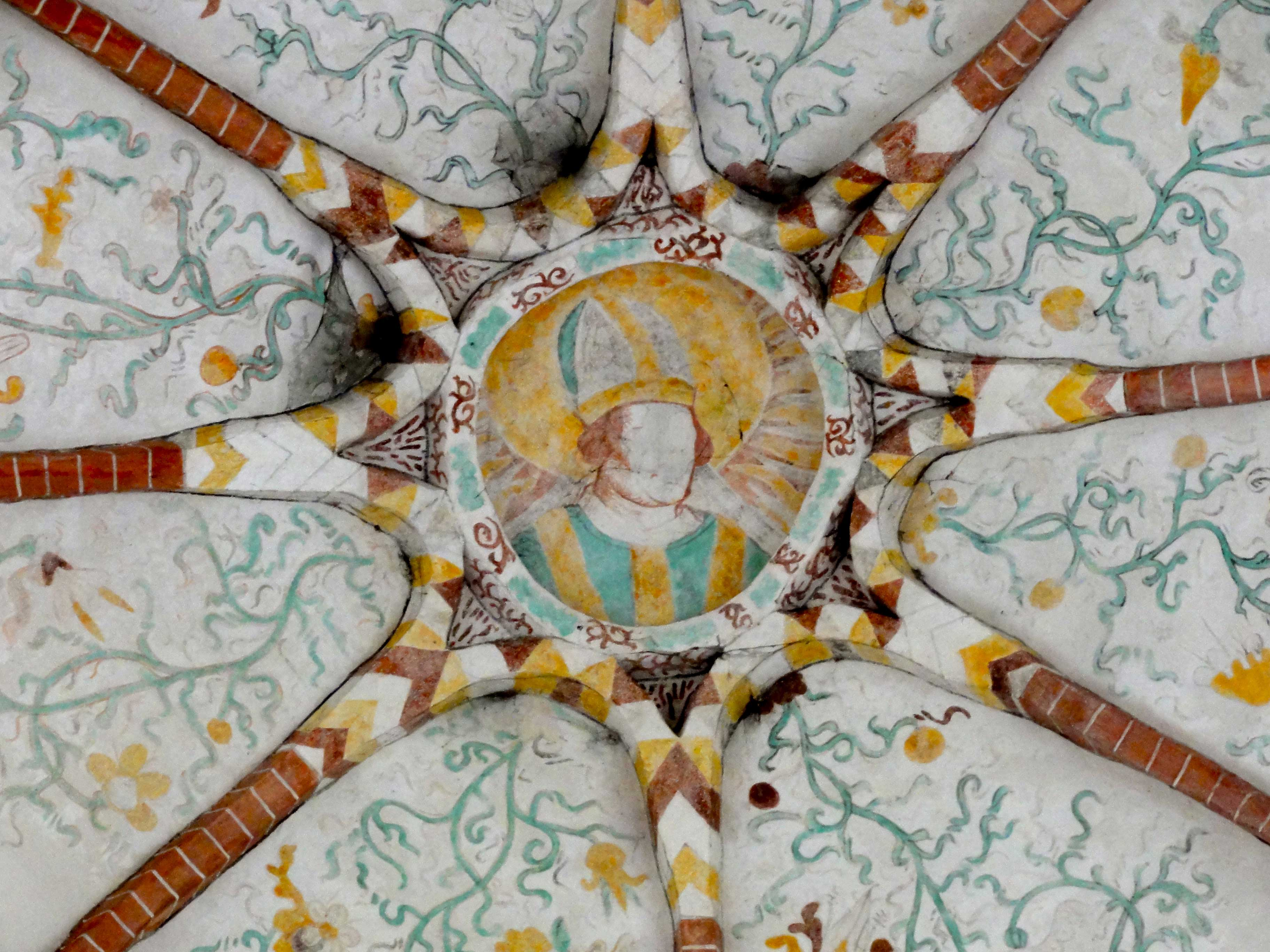
Sluitring in het schipgewelf van de kerk van Noordbroek

Een sluitring is een ringvormige beëindiging van de gewelfribben en gewelfvelden, aangebracht in de top van een boog of op de ontmoetingsplaats van enkele ribben in de top van een ribgewelf. Een sluitring kan afgedicht worden met een sluitsteen, maar kan ook open gelaten worden voor bouwwerkzaamheden, als klokgat, of als hemelvaartsgat.